# Mô phỏng hẹn hò

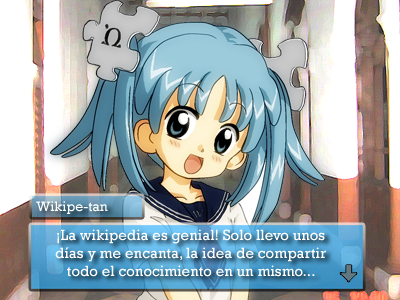
Game mô phỏng hẹn hò

Mô phỏng hẹn hò (tiếng Anh: Dating sim) là một nhánh của thể loại game mô phỏng, thường là ở Nhật Bản với các yếu tố lãng mạn. Chúng cũng đôi lúc được đặt theo thể loại tân lãng mạn. Mục tiêu phổ biến nhất của dạng game này cho đến nay, thường là lựa chọn trong số nhiều nhân vật và để đạt được một mối quan hệ lãng mạn.
Thuật ngữ 'mô phỏng hẹn hò' cũng thường được sử dụng không chính xác trong tiếng Anh như một thuật ngữ chung cho các game theo hướng lãng mạn (ren'ai games), một đối tượng có vấn đề kết hợp khuôn sáo với thể loại visual novel. Điều này có thể dẫn đến nhầm lẫn, như visual novel còn được coi là một nhánh của trò chơi phiêu lưu và không đúng về mặt kỹ thuật bao gồm trong thể loại mô phỏng hẹn hò. Trong khi hai thể loại thường chia sẻ sự giới thiệu trực quan thông thường, mô phỏng hẹn hò đôi khi được coi là dựa vào thông số hơn là kiểu "lựa chọn cuộc phiêu lưu của riêng bạn" của visual novel.
Định nghĩa kỹ thuật của một trò chơi mô phỏng hẹn hò hay còn gọi là game mô phỏng lãng mạn (恋愛シミュレーションゲーム ren'ai shimyurēshon gēmu) tại Nhật Bản, có thể liên quan đến một số yếu tố kỹ thuật như giới hạn thời gian, một vài thông số như nét mặt và vẻ quyến rũ có thể được đẩy mạnh thông qua tập thể dục hoặc một cái "đo sức hấp dẫn" có thể tăng hoặc giảm tùy thuộc vào quyết định của một ai đó. Một số tựa game mô phỏng hẹn hò gốc tiếng Anh bao gồm Ciao Bella và Summer Session.

## Đặc điểm
Trong một game mô phỏng hẹn hò, người chơi điều khiển một avatar nam được bao quanh bởi các nhân vật nữ. Lối chơi gồm việc trò chuyện với một lựa chọn các cô gái, cố gắng để tăng "đồng hồ tình yêu" nội bộ của mình thông qua sự lựa chọn đúng các câu đối thoại. Trò chơi thường kéo dài trong một khoảng thời gian cố định trong game, chẳng hạn như một tháng hoặc ba năm. Khi game kết thúc, người chơi có thể thua cuộc nếu thất bại trong việc giành chiến thắng thích hợp với bất kỳ cô gái hay "cua" một trong những cô gái, thường là do quan hệ tình dục hoặc kết hôn với cô ấy (như trong Magical Date), và/hoặc đạt được tình yêu vĩnh cửu. Điều này cho phép game có giá trị chơi lại nhiều hơn, vì người chơi có thể tập trung vào một cô gái khác nhau mỗi lần, cố gắng để có được một kết thúc khác nhau.
Mô phỏng hẹn hò như Tokimeki Memorial thường xoay quanh gần như hoàn toàn xây dựng mối quan hệ, thường có tính năng tương tác nhân vật phức tạp và phân nhánh cây đối thoại, và thường trình bày phản ứng có thể của người chơi từng lời một như nhân vật người chơi sẽ nói ra. Những dạng game này như Tokimeki Memorial và một số game nhập vai dựa trên mối quan hệ như Shin Megami Tensei: Persona, thường cung cấp sự lựa chọn đó với một số lượng khác nhau của liên kết "điểm tâm trạng" có ảnh hưởng đến mối quan hệ của nhân vật người chơi và các cuộc trò chuyện trong tương lai với một NPC (nhân vật không phải người chơi). Những game này thường có một chu kỳ ngày đêm với một hệ thống lập kế hoạch thời gian cung cấp và liên quan đến sự tương tác nhân vật, cho phép người chơi lựa chọn khi nào và nếu để tương tác với những nhân vật nhất định, do đó ảnh hưởng đến phản ứng của họ trong những câu chuyện trò về sau.
Trong khi bishōjo game chiếm phần lớn mô phỏng hẹn hò, các loại game tồn tại. Game là nơi mà nhân vật người chơi là nữ và các đối tượng tiềm năng của tình cảm là nam giới được gọi là GxB hoặc otome game. Mối quan hệ đồng tính luyến ái cũng có thể, như có những trò chơi không có đường giới tính cụ thể ("tất cả các cặp"). Cũng có những GL game thường tập trung vào các mối quan hệ nữ/nữ và BL game thì tập trung vào cặp nam/nam. Có nhiều biến thể về chủ đề này: mối tình trung học là phổ biến nhất, nhưng một game mô phỏng hẹn hò cũng có thể diễn ra trong một khung cảnh kỳ ảo và liên quan đến những thách thức như bảo vệ một cô gái khỏi bầy quái vật.
Một loạt game thường bao gồm hẹn hò, với mục tiêu là hôn nhân là dòng mô phỏng trồng trọt Harvest Moon. Tình tiết phụ của hẹn hò là tập trung nhiều hơn đối với việc lựa chọn một trong số các cô gái hoặc chàng trai (phụ thuộc vào giới tính nhân vật của người chơi) và tặng cho họ những món quà hoặc mời họ tham gia vào các sự kiện trong game. Một ví dụ khác là một trò chơi nhập vai Persona 3 và Persona 4, trong những game này nhân vật chính có thể hợp nhất Personas mạnh hơn (quái vật được triệu hồi trong một thế giới/vũ trụ thay thế) tùy thuộc vào mối quan hệ của nhân vật chính với các nhân vật khác trong game, cả mối quan hệ lãng mạn và thân thiện xuất hiện. Loạt game nhập vai Star Ocean cũng có tính năng các yếu tố mô phỏng hẹn hò trong cùng một cách tương tự.
Một số tựa game mô phỏng hẹn hò Nhật Bản có thể cho phép người chơi có mối quan hệ lãng mạn hay tình dục với các nhân vật ở tuổi thiếu niên của họ. Mức độ nội dung tình dục khác nhau, nhưng thường có thể bao gồm giao hợp. Những game mô phỏng hẹn hò tình dục rõ ràng có thể rơi vào thể loại H Game hoặc Eroge. Eroge chỉ được phát hành cho PC bởi vì các công ty game lớn của Nhật Bản không muốn phát hành trò chơi với nội dung tình dục trên hệ máy chơi game của họ. Bởi vì điều này, các công ty eroge đã làm một phiên bản kiểm duyệt mọi lứa tuổi (15+) trên PC cho các hệ máy console khác nhau. Phiên bản kiểm duyệt có chứa rất nhiều kết thúc và những cảnh thêm mới do sự vắng mặt của những cảnh tình dục. Trong những năm gần đây thể loại game mô phỏng hẹn hò đang trở nên phổ biến trên điện thoại di động.

## Trò chơi tiêu biểu
- Girl's Garden (1984)
- Tenshitachi no gogo (1985)
- Dōkyūsei series (1992 trở đi)
- Tokimeki Memorial series (1994 trở đi)
- True Love (1995)
- Magical Date (1996)
- Sakura Wars (1996 trở đi)
- Thousand Arms (1998)
- SimGirls (2002 trở đi)
- Summer Session (2008)
- Love Plus  (2009)
- My Candy Love (2011 trở đi)
- Boyfriend Maker (Smartphone App) (2012)
- Doki Doki Literature Club! (2017)